# Simon de Waard
Simon de Waard (Duisburg, 3 december 1905 - 30 januari 1996) was een Nederlands politicus namens de PvdA.
Hij werd geboren als zoon van Meijert de Waard (1874-1957) en Grietje Bremer (1876-1948). In 1915 verhuisde het gezin van Duitsland naar Texel waar zijn ouders ook geboren waren. Simon de Waard was wethouder op Texel alvorens hij per 16 oktober 1957 werd benoemd tot burgemeester van Warffum. In 1961 opende De Waard de eerste editie van Op Roakeldais, een internationaal folkloristisch dansfestival dat jaarlijks veel toerisme naar het dorp trekt. Per 1 januari 1971 kreeg hij eervol ontslag wegens het bereiken van de pensioengerechtigde leeftijd.